# Мексика на зимових Олімпійських іграх 2018
Мексика на зимових Олімпійських іграх 2018, що проходили з 9 по 25 лютого 2018 у Пхьончхані (Південна Корея), була представлена 4 спортсменами (трьома чоловіками та 1 жінкою) в 3 видах спорту: гірськолижний спорт, лижні перегони і фристайл. Прапороносцем на церемонії відкриття Олімпіади став лижник Герман Мадрасо.
Мексика вдев'яте взяла участь у зимовій Олімпіаді. Мексиканські спортсмени не здобули жодної медалі.

## Спортсмени
| Вид спорту          | Чоловіки | Жінки | Всього |
| ------------------- | -------- | ----- | ------ |
| Гірськолижний спорт | 1        | 1     | 2      |
| Лижні перегони      | 1        | 0     | 1      |
| Фристайл            | 1        | 0     | 1      |
| Усього              | 3        | 1     | 4      |

## Гірськолижний спорт
| Спортсмен       | Дисципліна                   | Спуск 1      | Спуск 1      | Спуск 2       | Спуск 2       | Разом         | Разом         |
| Спортсмен       | Дисципліна                   | Час          | Місце        | Час           | Місце         | Час           | Місце         |
| --------------- | ---------------------------- | ------------ | ------------ | ------------- | ------------- | ------------- | ------------- |
| Родольфо Діксон | гігантський слалом, чоловіки | 1:17.02      | 55           | 1:16.67       | 47            | 2:33.69       | 48            |
| Родольфо Діксон | слалом, чоловіки             | не фінішував | не фінішував | не фінішував  | не фінішував  | не фінішував  | не фінішував  |
| Сара Шлепер     | супергігант, жінки           | Н/Д          | Н/Д          | Н/Д           | Н/Д           | 1:27.93       | 41            |
| Сара Шлепер     | гігантський слалом, жінки    | 1:16.80      | 39           | не фінішувала | не фінішувала | не фінішувала | не фінішувала |

## Лижні перегони
| Дисципліна     | Спортсмен        | Фінал   | Фінал       | Фінал |
| Дисципліна     | Спортсмен        | Час     | Відставання | Місце |
| -------------- | ---------------- | ------- | ----------- | ----- |
| Герман Мадрасо | 15 км (чоловіки) | 59:35.4 | +25:51.5    | 116   |

## Фристайл
| Спортсмен     | Дисципліна            | Кваліфікація | Кваліфікація | Кваліфікація | Кваліфікація | Фінал      | Фінал      | Фінал      | Фінал      | Фінал      |
| Спортсмен     | Дисципліна            | Спуск 1      | Спуск 2      | Найкращий    | Місце        | Спуск 1    | Спуск 2    | Спуск 3    | Найкращий  | Місце      |
| ------------- | --------------------- | ------------ | ------------ | ------------ | ------------ | ---------- | ---------- | ---------- | ---------- | ---------- |
| Роберт Франко | слоупстайл (чоловіки) | 21.60        | 36.00        | 36.00        | 27           | не пройшов | не пройшов | не пройшов | не пройшов | не пройшов |